# Erebus exterior
Erebus exterior là một loài bướm đêm trong họ Erebidae.